# Andron (film)
Andron (cunoscut și ca Andron: The Black Labyrinth, Andron Labirintul negru)  este un film științifico-fantastic de acțiune din 2015, scris și regizat de Francesco Cinquemani⁠(d), cu Alec Baldwin și Danny Glover în rolurile principale.  Zece supraviețuitori sunt spălați pe creier și puși într-un labirint în care doar unul poate supraviețui. Ei trăiesc într-o lume în care oamenii își pun soarta în mâinile concurenților, conduși de cei bogați. Este bazat pe un serial TV italian.

## Rezumat
Un grup de oameni se trezesc blocați într-o structură labirintică. Inițial nu au amintiri despre cum au ajuns acolo, dar apoi încep să-și amintească trecutul în fulgerări, realizând că aparțin unor epoci diferite.
Pereții structurii se mișcă, modificând mediile, separând grupul și punându-i în contact cu oameni noi. O voce robotică avertizează asupra morții unora dintre participanți. Protagoniștii vor trebui să înțeleagă unde sunt și să încerce să iasă.

## Distribuție
- Leo Howard – Alexander
- Gale Harold (menționat ca „Gale Morgan Harold III”) – Julian
- Michelle Ryan – Elanor
- Antonia Campbell-Hughes – Valerie
- Skin – Anita
- Danny Glover – cancelarul Gordon
- Alec Baldwin – Adam

## Primire
Filmul are un rating de 0% pentru Rotten Tomatoes pe baza a șase recenzii.